# エキシディ
エキシディ(Exidy)は、1974年から少なくとも1986年（Chillerがリリースされた年）のビデオゲームの初期に存在した、 アーケードゲーム最大手の企業のひとつである。 
アーケードビデオゲーム黎明期に活躍していたラムテック（Ramtek）が解散した。そこに在籍していたピート・カウフマン（2015年7月3日没）によって設立された  。 「Exidy」という名前は、「Excellence in Dynamics」のかばん語である。 
エキシディによってリリースされた著名なゲームには『サーカス』、自動車が人をひき殺す内容で、世界初の非難を受けたビデオゲームとなった『デス・レース』、コクピット筐体の中でスター・ウォーズ・シリーズのそれとよく似た宇宙船と戦う『スターファイア』、碁盤目状のステージで敵を撃ち全滅させる『ターグ』『スペクター』、『ベンチャー』、『ペッパーII』、『マウストラップ』などがある。 

## ゲームの歴史
エキシディはアタリなどのより大規模なビデオゲーム会社との競争は困難と考えていた。同社のリラ・ジンターは1983年に「エキシディはイノベーターであるが、ゲームを公正な機会にするという政治課題を突破するのに苦労している」と主張した。
1976年にリリースした「Death Race」はプレイヤーが車で人をひき殺すゲームで大きな論争を巻き起こした。
1980年代にトリビア愛好家を対象としたエキシディの取り組みの1つは、クイズゲーム「Fax」で、約4フィートの高さで当時の他のビデオゲームとはまったく違う大きな木製キャビネットに収容されたマルチレベルゲームだった。プレイヤーには、4つの選択肢つきの一連の問題が示された。回答が表示された後、得点「クロック」は0へと減点された。つまり、より早く回答したプレイヤーは正しい回答に対してより多くの得点を獲得できた（不正解にはペナルティが課せられなかった）。 
1983年から、エキシディは一連のライトガンゲームをリリースした。最初で最も有名なのは「Crossbow」だった。これらのゲームはライトガンのジャンルに意外性を示した。例えばCrossbowの場合、画面を歩いているNPCの命を狙う者たちをターゲット据えた。また、これらのゲームは、すべての効果音と音楽用に完全にデジタルオーディオを備えた最初のゲームでもあった。他の「C」シリーズゲームには『シャイアン』、『コンバット』、『クラックショット』、『クレイピジョン』、『チラー』が含まれる。これらのゲームのチーフデザイナーはラリー・ハッチャーソンだった。 エキシディは、めったに見られない2つのモーションキャビネットゲームをVertigoおよびTop Gunnerと呼ばれるベクトルグラフィックで作成した。このゲームのチーフゲームデザイナーはビック・トロメイだった。 
もうひとつの成功したゲームは、『Top Secret』という名前のドライビングゲームであり、同作ではソビエト連邦を舞台に、武器を装備したスパイカーを使用して、厳重に保護された極秘の超兵器を破壊する様子が描かれている。このゲームのゲームデザイナーは、ビック・トロメイ、ラリー・ハッチャーソン、ケン・ニコルソンだった。 
1985年7月11日、連邦倒産法第11章の申請が認められ、事実上の倒産を迎える。ただし、この時点では営業を継続しており、
日本のアーケードゲーム業界紙「ゲームマシン」は再建に向けて動いていると報じていた。一方で、アメリカのコンピュータゲーム専門サイト「Kotaku」ルーク・ウィンクルは、2018年の記事の中で1990年代の時点ですでに解散していたと指摘している。
2006年、 Mean Hamster Softwareが新しいエキシディのアーケードゲームを開発する権利を取得したことが発表された。 
2015年、CollectorVision Gamesがエキシディの名前とロゴの権利を取得した。

## Exidy Sorcerer
バイトショップのポール・テレルの先見性のリーダーシップのもと、エキシディは1978年に「Exidy Sorcerer」でパーソナルコンピュータ市場に容易に参入した。
Sorcererは修正されたS-100バスベースのマシンだったが、他のS-100システムに共通の内部拡張システムに欠けていた。これは、外部のS-100拡張ケージに接続できるS-100拡張カードエッジで対処可能だった。また、Sorcererは、ほとんどのシステムが40文字しかサポートしていなかった時代に、1行あたり64文字が可能な（当時としては）高度なテキストディスプレイを備えていた。Sorcererは音、色、またはいくつかの点でグラフィックスをサポートしていなかったが、表示される文字はユーザーがプログラムできた。このシステムは北米ではあまり人気がなかったが、オーストラリアとヨーロッパ、特にベルギーで人気を博した。エキシディは、1979年にDynasty Computer Corporationと呼ばれるテキサスに拠点を置く新興企業にSorcererコンピューターとそのソフトウェアのライセンスを供与した。

## アーケードタイトル
| タイトル          | リリース日   | 備考                                                       |
| ----------------- | ------------ | ---------------------------------------------------------- |
| Alley Rally       | 1975年       |                                                            |
| Destruction Derby | 1975年       |                                                            |
| Death Race        | 1976年4月1日 |                                                            |
| Robot Bowl        | 1977年       |                                                            |
| Score             | 1977年       |                                                            |
| Super Death Chase | 1977年       |                                                            |
| Circus            | 1977年       |                                                            |
| Car Polo          | 1977年       |                                                            |
| Attack            | 1977年       |                                                            |
| Football          | 1978年       |                                                            |
| Ripcord           | 1979年       |                                                            |
| Side Trak         | 1979年       |                                                            |
| Crash             | 1979年       |                                                            |
| Fire One!         | 1979年       |                                                            |
| Star Fire         | 1979年       |                                                            |
| Bandido           | 1980年1月    | オリジナルは1979年に任天堂より開発・販売された『シェリフ』 |
| Tail Gunner 2     | 1980年       | Purchased from Cinematronics                               |
| Spectar           | 1980年       |                                                            |
| Targ              | 1980年       |                                                            |
| Mouse Trap        | 1981年       |                                                            |
| Venture           | 1981年       |                                                            |
| Pepper II         | 1982年       |                                                            |
| Victory           | 1982年       |                                                            |
| Hard Hat          | 1982年       | Limited release                                            |
| Fax               | 1983年       |                                                            |
| Crossbow          | 1983年       |                                                            |
| Cheyenne          | 1984年       |                                                            |
| Catch-22          | 1985年       |                                                            |
| Combat            | 1985年       |                                                            |
| Crackshot         | 1985年       |                                                            |
| Vertigo           | 1985年       | Limited release                                            |
| Top Gunner        | 1986年       |                                                            |
| Top Secret        | 1986年       |                                                            |
| Clay Pigeon       | 1986年       |                                                            |
| Chiller           | 1986年       |                                                            |
| Hit 'n Miss       | 1987年       |                                                            |
| Showdown          | 1988年       |                                                            |
| Who Dunit         | 1988年       |                                                            |
| Yukon             | 1989年       |                                                            |

### First Star Softwareゲーム
これらは、1984年にMax-A-Flexアーケードシステムで使用するためにFirst Star Softwareからライセンスされた。 
- Astro Chase
- Flip and Flop
- Bristles
- Boulder Dash

### 未公開のプロトタイプ
- Kreepy Krawlers (1979)
- Teeter Torture (1982)

## MAME経由の無料タイトル
2007年、MAMEウェブサイトは H・R・カウフマンが、かなり多くのエキシディのゲームのうち、初めにCircusに加えてTeeter Tortureを無料の非営利目的でダウンロード可能な状態でリリースしたと発表した。2011年までに、ラインハルト・ストンプの支援を受けて、ROMイメージの一覧にCircus, Robot Bowl, Car Polo, Side Trak, Ripcord, Fire One, Crash, Star Fireおよびその未発表のアップグレードのStar Fire II, Targ, Spectar, Hard Hat, Victory, Teeter Torture, Faxand Top Gunnerが加わった。 
ユーザーが使用条件に同意した後、ROMイメージはMAME Webサイトから自由にダウンロードできる。 

## 参照資料
1. ↑  “Obituary: Exidy founder Pete Kauffman”.   Gamasutra (2015年7月6日). 2018年7月24日閲覧。
2. ↑  “Pete Kauffman Dies; Created Arcade Games Under Exidy Brand”.   Vending Times (2015年7月27日). 2018年7月24日閲覧。
3. ↑  Pearl, Rick (1983年6月). “Closet Classics”. Electronic Games:  pp. 82 2015年1月6日閲覧。
4. ↑  Flippers Web Site image of FAX game.
5. ↑  James Hague, "The Giant List of Classic Game Programmers: Hutcherson, Larry W. Sr.", 24 January 2010
6. 1 2  “7月17日、米国破産法により エキシディ倒産 営業続行、再建の手続き中”. ゲームマシン (268):  p. 15. (1985年9月15日) 2022年4月1日閲覧。
7. ↑  Winkie, Luke (2018年4月10日). “The Story Of Chiller, One Very Messed Up Video Game”. Kotaku. 2022年4月10日閲覧。
8. ↑  Mean Hamster Software
9. ↑  CollectorVision Games
10. ↑  Obsolete Technology Website
11. ↑  MAME | Multiple Arcade machine Emulator "New ROMs and Wiki Content", February 27, 2007, accessed June 15, 2011.
12. ↑  MAME | Star Fire (Exidy, 1979) Undated; images last modified October 26, 2010, accessed June 15, 2011.
13. ↑  MAME | Multiple Arcade machine Emulator "New Free ROMs Posted", January 25, 2011, accessed June 15, 2011.